# Descurainia adpressa
Descurainia adpressa là một loài thực vật có hoa trong họ Cải. Loài này được Boelcke mô tả khoa học đầu tiên năm 1994.